# Рицциконі
Рицциконі (італ. Rizziconi, сиц. Rizzicuni) — муніципалітет в Італії, у регіоні Калабрія,  метрополійне місто Реджо-Калабрія‎.
Рицциконі розташоване на відстані близько 490 км на південний схід від Рима, 80 км на південний захід від Катандзаро, 45 км на північний схід від Реджо-Калабрії.
Населення — 7895 осіб (2014).
Щорічний фестиваль відбувається 9 листопада. Покровитель — San Teodoro.

## Демографія
Населення за роками:

Станом на 1 січня 2023 року в муніципалітеті офіційно проживало 600 іноземців з 30 країн, серед них 277 громадян країн Євросоюзу та 9 громадян України.

## Сусідні муніципалітети
- Читтанова
- Мелікукко
- Джоя-Тауро
- Оппідо-Мамертіна
- Розарно
- Семінара
- Тауріанова